# Championnat de France de basket-ball 1979-1980
Navigation
Saison précédente Saison suivante
La saison 1979-1980 du championnat de France de basket-ball de Nationale 1 est la 58e édition du championnat de France masculin de basket-ball. Le championnat de Nationale 1 de basket-ball est le plus haut niveau du championnat de France.

## Présentation
Quatorze clubs participent à la compétition. La victoire rapporte 3 points, le match nul 2 points et la défaite 1 point.
Le tenant du titre, le SCM Le Mans, va tenter de réaliser le doublé.
Les équipes classées de 1 à 4 participent à la Poule des As. Les deux premières équipes de cette poule sont qualifiées pour la finale.
Les équipes classées de 5 à 10 participent à une poule de classement. Certaines équipes menacent de déclarer forfait mais se ravisent de peur de sanctions prises par la Commission.
Les équipes classées de 11 à 14 participent à une poule de relégation ou les deux derniers descendent en Nationale 2. Les deux premiers de cette poule participent à des barrages avec les équipes classées deuxième des groupes de Nationale 2. Les deux premiers de ce barrage gagnent leur place pour la Nationale 1
Lyon, le Stade Français Evry et Vichy sont les trois équipes promues pour cette saison. Berck, Lyon et Vichy sont les trois équipes reléguées à l'issue de cette saison 1979-1980
Tours remporte le championnat pour la deuxième fois de son histoire.

## Clubs participants
| Clubs               | Salles (Capacités)                            | Villes       |
| ------------------- | --------------------------------------------- | ------------ |
| Antibes             | Salle Salusse Santoni (2000 places)           | Antibes      |
| Berck               | Palais des Sports (5000 places)               | Berck        |
| Caen                | Palais des Sports (3000 places)               | Caen         |
| Le Mans             | La Rotonde (6000 places)                      | Le Mans      |
| Limoges             | Palais des Sports de Beaublanc (4500 places)  | Limoges      |
| Lyon                |                                               | Lyon         |
| Monaco              | Complexe de Fontvielle (1500 places)          | Monaco       |
| Mulhouse            | Palais des Sports (3700 places)               | Mulhouse     |
| Nice BC             | Salle Leyrit (1700 places)                    | Nice         |
| Orthez              | La Moutète (4000 places)                      | Orthez       |
| Stade Français Evry | L’Agora                                       | Évry         |
| Tours               | Palais des Sports Robert Grenon (4000 places) | Tours        |
| Vichy               | Palais des Sports Pierre Coulon (3300 places) | Vichy        |
| ASVEL               | Maison des Sports (2000 places)               | Villeurbanne |

## Classement final de la saison régulière
La victoire rapporte 3 points, le match nul 2 points, la défaite 1 point.En cas d'égalité, les équipes sont départagées à la différence de points particulière 
| # | Équipe                    | Pts | J  | G  | N | P  | Pp   | Pc   | Diff |
| 1 | Tours                     | 68  | 26 | 20 | 2 | 4  | 2472 | 2192 | +280 |
| 2 | ASVEL                     | 66  | 26 | 20 | 0 | 6  | 2476 | 2145 | +331 |
| 3 | Stade Français Evry (+15) | 57  | 26 | 15 | 1 | 10 | 2267 | 2192 | +75  |
| 4 | Le Mans (-15) (T)         | 57  | 26 | 15 | 1 | 10 | 2344 | 2186 | +158 |
| 5 | Caen (+14)                | 56  | 26 | 15 | 0 | 11 | 2089 | 2065 | +24  |
| 6 | Orthez (-14)              | 56  | 26 | 15 | 0 | 11 | 2380 | 2245 | +135 |
| 7 | Monaco (+17)              | 54  | 26 | 14 | 0 | 12 | 2125 | 2099 | +26  |
| 8 | Mulhouse (-17)            | 54  | 26 | 14 | 0 | 12 | 2393 | 2450 | -57  |
| 9 | Antibes (+25)             | 50  | 26 | 11 | 2 | 13 | 2090 | 2064 | +26  |
| 10 | Nice (-25)                | 50  | 26 | 12 | 0 | 14 | 2324 | 2343 | -19  |
| 11 | Limoges                   | 48  | 26 | 10 | 2 | 14 | 2300 | 2398 | -98  |
| 12 | Lyon (+11)                | 42  | 26 | 8  | 0 | 18 | 2171 | 2321 | -150 |
| 13 | Vichy (-11)               | 42  | 26 | 8  | 0 | 18 | 2233 | 2532 | -299 |
| 14 | Berck                     | 28  | 26 | 1  | 0 | 25 | 2021 | 2453 | -432 |
| Qualification pour la Poule des AsQualification pour la Poule de classementQualification pour la poule de relégation(T) = Tenant du titre 1979; # = classement; Pts = points; J = joués; G / N / P = gagnés / nuls / perdus; Pp / Pc / Diff = points pour / contre / différence entre points pour et points contre |                           |     |    |    |   |    |      |      |      |

## Phases finales
- Poule de relégation

La victoire rapporte 3 points, le match nul 2 points, la défaite 1 point.
| # | Équipe  | Pts | J | G | N | P | Pp  | Pc  | Diff |
| 1 | Limoges | 17  | 6 | 5 | 1 | 0 | 533 | 477 | +56  |
| 2 | Vichy   | 11  | 6 | 2 | 1 | 3 | 496 | 520 | -24  |
| 3 | Lyon    | 10  | 6 | 2 | 0 | 4 | 524 | 527 | -3   |
| 4 | Berck   | 10  | 6 | 2 | 0 | 4 | 359 | 407 | -48  |
| Qualifié pour les barrages Nationale 1 - Nationale 2Relégué en Nationale 2# = classement; Pts = points; J = joués; G / N / P = gagnés / nuls / perdus; Pp / Pc / Diff = points pour / contre / différence entre points pour et points contre |         |     |   |   |   |   |     |     |      |

- Barrages Nationale 1 - Nationale 2

Les barrages se déroulent du 21 au 23 mars 1980 à la Salle Tainturier de Compiègne
La victoire rapporte 3 points, le match nul 2 points, la défaite 1 point.
| # | Équipe  | Pts | J | G | N | P | Pp  | Pc  | Diff |
| 1 | Limoges | 7   | 3 | 2 | 0 | 1 | 293 | 269 | +24  |
| 2 | Avignon | 7   | 3 | 2 | 0 | 1 | 256 | 248 | +8   |
| 3 | Vichy   | 5   | 3 | 2 | 0 | 1 | 219 | 241 | -22  |
| 4 | Reims   | 5   | 3 | 1 | 0 | 2 | 251 | 261 | -10  |
| Qualifié pour la Nationale 1 en 1980-1981Qualifié pour la Nationale 2 en 1980-1981# = classement; Pts = points; J = joués; G / N / P = gagnés / nuls / perdus; Pp / Pc / Diff = points pour / contre / différence entre points pour et points contre |         |     |   |   |   |   |     |     |      |

- Poule de classement

La victoire rapporte 3 points, le match nul 2 points, la défaite 1 point.
| # | Équipe   | Pts | J | G | N | P | Pp  | Pc  | Diff |
| 1 | Caen     | 12  | 4 | 4 | 0 | 0 | 397 | 337 | +60  |
| 2 | Orthez   | 10  | 4 | 3 | 0 | 1 | 400 | 351 | +49  |
| 3 | Antibes  | 8   | 4 | 2 | 0 | 2 | 336 | 374 | -38  |
| 4 | Mulhouse | 6   | 4 | 1 | 0 | 3 | 387 | 395 | -8   |
| 5 | Monaco   | 6   | 4 | 1 | 0 | 3 | 348 | 359 | -11  |
| 6 | Nice BC  | 6   | 4 | 1 | 0 | 3 | 359 | 407 | -48  |
| # = classement; Pts = points; J = joués; G / N / P = gagnés / nuls / perdus; Pp / Pc / Diff = points pour / contre / différence entre points pour et points contre |          |     |   |   |   |   |     |     |      |

- Poule des As

La victoire rapporte 3 points, le match nul 2 points, la défaite 1 point.
| # | Équipe              | Pts | J | G | N | P | Pp  | Pc  | Diff |
| 1 | Tours               | 14  | 6 | 4 | 0 | 2 | 532 | 542 | -10  |
| 2 | Le Mans (T)         | 13  | 6 | 3 | 1 | 2 | 528 | 510 | +18  |
| 3 | ASVEL               | 12  | 6 | 3 | 0 | 3 | 583 | 545 | +38  |
| 4 | Stade Français Evry | 9   | 6 | 1 | 1 | 4 | 524 | 570 | -46  |
| Qualifié pour la Finale(T) = Tenant du titre 1979; # = classement; Pts = points; J = joués; G / N / P = gagnés / nuls / perdus; Pp / Pc / Diff = points pour / contre / différence entre points pour et points contre |                     |     |   |   |   |   |     |     |      |

- Finale

22 mars 1980, Palais des Sports de Beaulieu, Nantes
Tours - Le Mans : 72-66

## Classement final
| #  | Equipe              |
| -- | ------------------- |
| 1  | Tours               |
| 2  | Le Mans             |
| 3  | ASVEL               |
| 4  | Stade Français Evry |
| 5  | Caen                |
| 6  | Orthez              |
| 7  | Mulhouse            |
| 8  | Antibes             |
| 9  | Monaco              |
| 10 | Nice BC             |
| 11 | Limoges             |
| 12 | Vichy               |
| 13 | Lyon                |
| 14 | Berck               |

## Leaders de la saison régulière
| Catégorie                   | Joueur          | Équipe  | Statistiques |
| --------------------------- | --------------- | ------- | ------------ |
| Points par match            | Floyd Allen     | Lyon    | 32,1         |
| Points par match (Français) | Hervé Dubuisson | Le Mans | 26,4         |

## Sources
L'Équipe : septembre 1979 à mars 1980